# Іге-халкі
Іге-халкі (Ігі-Халкі) (д/н — бл. 1330 до н. е.) — цар Суз і Аншану (Еламу) в 1350—1330 роках до н. е.

## Життєпис
Син Ата-халкі або Аттар-Кіттаха I. Завершив зміцнення влади свого роду в Еламі, внаслідок чого уся династія стала зватися Ігехалкідами.
Відомий з напису, знайденого в декількох примірниках, де він повідомляє, що царством він був нагороджений богинею Манзат-Іштар після того як відновив її святиню. Можливо мова йде про боротьбу з претендентам на трон та васальними правителями, що намагалися відокремитися. Крім того, припускають. що Іге-халкі повалив невідомого спадкоємця Аттар-Кіттаха I або його самого. В будь-якому разі боротьба за трон була запеклою, внаслідок чого на деякий Елам знову розпався.
Припускають, що вимушений був визнати зверхність вавилонського царя Курігальзу I, який допоміг встановити Іге-халкі владу в Еламі. Йому спадкував син Пахір-ішшан.